# Copestylum picturatum
Copestylum picturatum är en tvåvingeart som först beskrevs av Lynch Arribalzaga 1892.  Copestylum picturatum ingår i släktet Copestylum och familjen blomflugor. Inga underarter finns listade i Catalogue of Life.